# 马里奥高尔夫64
《马里奥高尔夫64》是一款由Camelot公司制作，任天堂发行的体育类游戏。本游戏于1999年6月在任天堂64发行。游戏后以《马里奥高尔夫GB》在Game Boy Color发行。
《马里奥高尔夫64》共有14个角色（日版13个），當中5个人類來賓角色，其中金屬瑪利歐（歐美版本出現）及《马里奥高尔夫GB》的4个人類來賓角色，全數角色有18个（日版17个）。
本游戏收到相当正面的评价。GameRankings对两个版本的汇总得分都为87%。此外IGN给与Game Boy Color版本的《马里奥高尔夫GB》满分的分数。

## 秘密修改遊戲
在主目錄能夠按下（十字鍵：下、下、左、左、左、右、右、右）及（C按鈕：下、下、左、左、左、右、右、右），就可以解鎖N64版本所有角色，但不包括GBC版本4個人類來賓角色。